# Мокалумни Хил
Мокалумни Хил (енгл. Mokelumne Hill) насељено је место без административног статуса у америчкој савезној држави Калифорнија.

## Демографија
По попису из 2010. године број становника је 646, што је 128 (-16,5%) становника мање него 2000. године.
| Група             | 2000.       | 2010.       |
| Белци             | 708 (91,5%) | 546 (84,5%) |
| Афроамериканци    | 2 (0,3%)    | 3 (0,5%)    |
| Азијати           | 3 (0,4%)    | 4 (0,6%)    |
| Хиспаноамериканци | 33 (4,3%)   | 66 (10,2%)  |
| Укупно            | 774         | 646         |